# 1197 w polityce

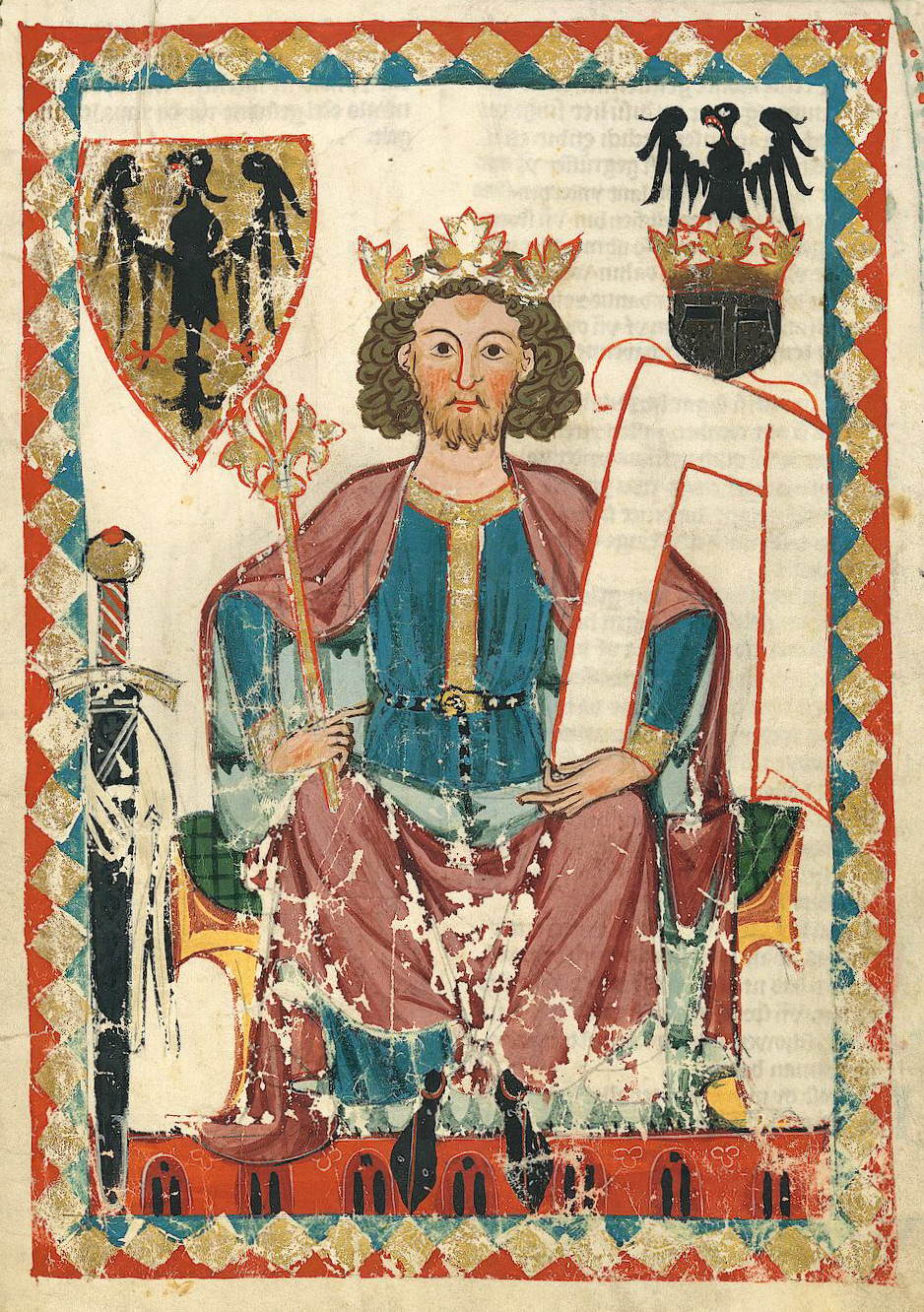
Henryk VI Hohenstauf

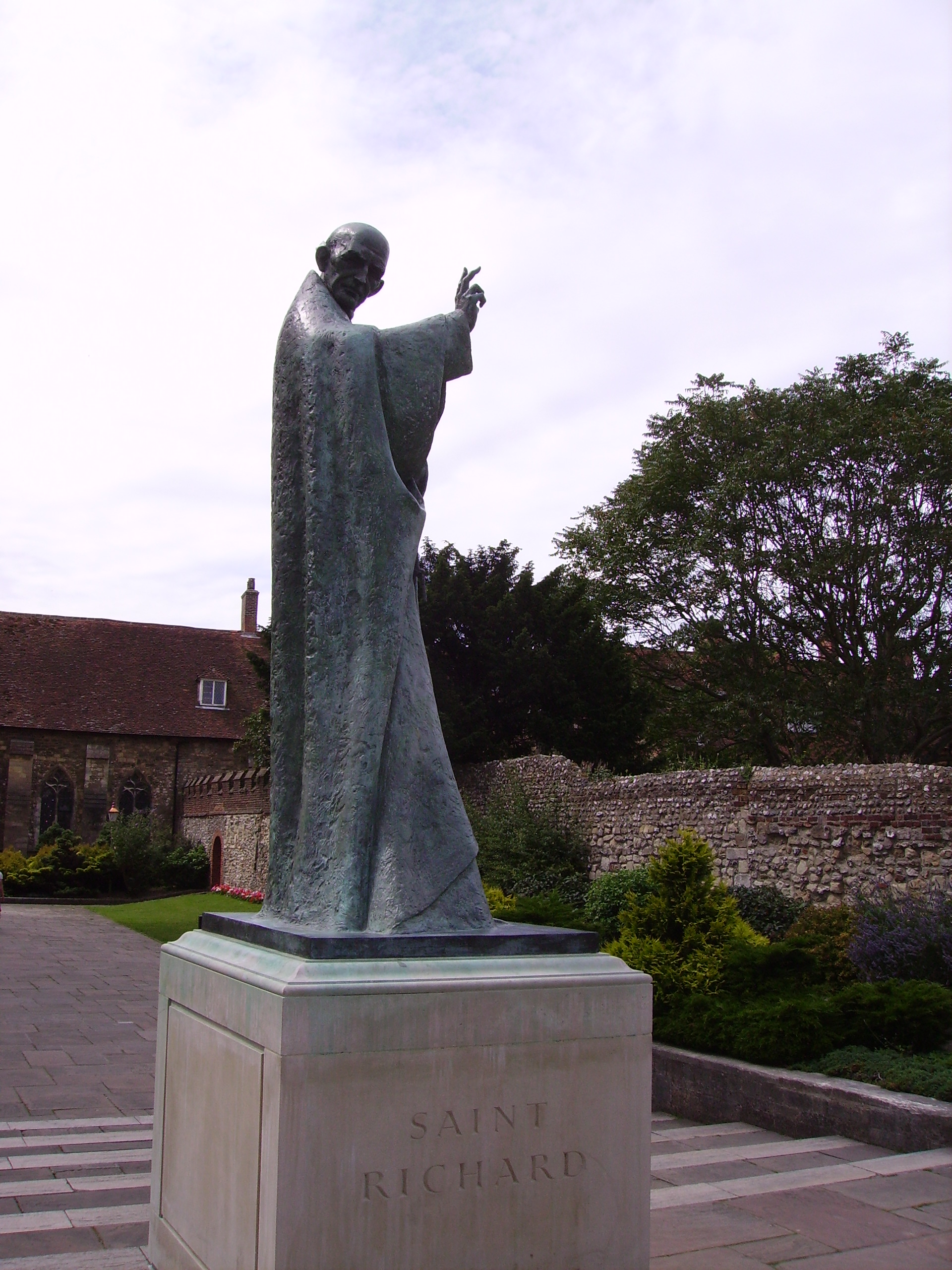
Ryszard de Wyche

Wydarzenia polityczne w 1197 roku.

## Wydarzenia
- Początek wojen domowych w Niemczech pomiędzy Hohenstaufami a Welfami[1][2][3].

## Urodzeni
- Ryszard de Wyche, święty Kościoła katolickiego i anglikańskiego[4].

## Zmarli
- 28 września Henryk VI Hohenstauf, cesarz rzymski i król niemiecki[5].